# تشي هونغ
تشي هونغ (بالصينية: 祁宏)، من مواليد 3 يونيو 1976 في شانغهاي في الصين، لاعب كرة قدم صيني، ويلعب مع نادي شانغهاي يونايتد الصيني.
و قد كان يلعب سابقا مع نادي شانغهاي شينهوا الصيني، وقد كان ضمن صفوف منتخب الصين لكرة القدم المشارك في كأس العالم لكرة القدم 2002.

## روابط خارجية
- تشي هونغ على موقع الاتحاد الدولي (مؤرشف)  (الإنجليزية)
- تشي هونغ على موقع قاعدة بيانات كرة القدم.إي يو (الإنجليزية)
- تشي هونغ على موقع ناشيونال فوتبول تيمز (الإنجليزية)